# آية مكية
الآيات المكية هي الآيات القرآنية التي نزلت في عهد الدعوة المكية أي قبل هجرة الرسول، لذا يُقسم القرآن الكريم إلى آيات مكية وآيات مدنية أي ما نزل قبل الهجرة النبوية وما نزل بعدها. ومنهم من اعتبر المخاطب فقال:إن الآيات المكية هي التي تخاطب أهل مكة
ونجد أن كثيراً من السور القرآنية نزلت متفرقة فبعض أجزائها نزل في مكة أولا ثم تتابع نزولها في المدينة، مع ذلك فإن علماء الفرقان يضعون علامات مميزة لكلا النوعين فالمكي يركز أساسا على ذكر الجنة والنار، الثواب والعقاب والتذكير بالآخرة وزرع الإيمان وبعض قصص الأنبياء. في حين نجد القرآن المدني يركز بشكل أساسي على التشريعات وتنظيم أمور المسلمين بعد تشكل المجتمع الإسلامي في المدينة المنورة.

## خصائص السور المكية
ويُقصد به المميِّزات في الألفاظ والأسلوب والموضوعات والأغراض التي تميِّز السُّور المكيَّة عن السُّور المدنيَّة، فهي سورٌ امتازت بموضوعاتِ أصول الدِّين وأركان الإيمان ومكارم الأخلاق ونبذ العادات الجاهليَّة بأسلوبٍ يعتمد قصر الفواصل والإيجاز والقَسَم:

### خصائص السور المكية من حيث الموضوعات
نزلت السُّور المكّية في العهد المكِّيِّ حيث عبادة الأصنام والعادات الجاهليَّة من ظلم وأكل مال اليتيم، فكان لهذه السُّور خصائص مميّزة تُخاطب قلوباً مشركة، ومستمدَّةٌ من طبيعة هذه المرحلة وما لاقاه النَّبيُّ صلى الله عليه وسلم من صدود الكافرين ومحاربتهم الإسلام، وما عاناه صلى الله عليه وسلم في سبيل الدَّعوة، ويمكن ذكر جملة من خصائص السور المكيَّة فيما يأتي:
1. الدَّعوة إلى توحيد الله تعالى وعبادته وحده دون شريكٍ أو واسطةٍ، وترْك عبادة ما سواه ممَّا كان يعبد المشركين.
2. إثبات رسالة رسول الله محمَّد صلى الله عليه وسلم، وأنَّه مرسلٌ من الله تعالى، مؤيدٌ بالقرآن الموحى به من عند الله تعالى.
3. إثبات البعث والجزاء، والحديث عن يوم القيامة وأهوالها والحساب.
4. ذكر الجنَّة ونعيمها، وما ينتظره المؤمن من الجنَّات والأنهار والغرف.
5. ذكر النَّار وجحيمها، وما ينتظره الكافر من عذابٍ وعقابٍ.
6. مجادلة المشركين، من خلال الأدلَّة العقليَّة والآيات الكونيَّة المشاهدة.
7. وضع الأسس العامة للتشريع.
8. وضع المبادئ العامَّة في الأخلاق والفضائل.
9. ذكر مساوئ المشركين وعاداتهم الجاهليَّة من وأْد البنات وأكل الرِّبا وأكل مال اليتيم.
10. ذكر قصص الأنبياء عليهم السلام والأمم السَّابقة، وفي هذا تطمين وهدي لقلب النَّبيِّ صلى الله عليه وسلم حتى يطمئنَّ لموعود الله بنصره، ومواساةً له، وزجراً للكافرين حتى يتّعظوا بمصير من سبقهم.
11. ذكر لقصة سيدنا آدم عليه الصلاة والسلام وإبليس، سوى سورة البقرة.[4]

### خصائص السور المكية من حيث الأسلوب
تتميَّز السُّور المكيَّة بجملةٍ من الخصائص من حيث أسلوب آياتها، وتجده مختلفاً عن الأسلوب في السُّور المدنيَّة، حتى تكاد تخمِّن إذا كانت السُّورة مكيَّة أم مدنيَّة من خلال أسلوب السُّورة، وهذه الخصائص هي من خلال استقراء العلماء للسُّور واستنباط الخصائص، وسنذكر بعضها فيما يأتي:
1. قصر طول الآيات الكريمة منها، مثل قوله تعالى: {عَبَسَ وَتَوَلَّى(1)أَن جَاءهُ الأَعْمَى(2)وَمَا يُدْرِيكَ لَعَلَّهُ يَزَّكَّى(3)أَوْ يَذَّكَّرُ فَتَنفَعَهُ الذِّكْرَى(4)أَمَّا مَنِ اسْتَغْنَى(5)فَأَنتَ لَهُ تَصَدَّى(6)}.[6]
2. قوة الألفاظ مع إيجاز العبارة منها، مثل قوله تعالى: {قُتِلَ الإِنسَانُ مَا أَكْفَرَه(17)مِنْ أَيِّ شَيْءٍ خَلَقَه(18)مِن نُّطْفَةٍ خَلَقَهُ فَقَدَّرَه(19)ثُمَّ السَّبِيلَ يَسَّرَه(20)ثُمَّ أَمَاتَهُ فَأَقْبَرَه(21)ثُمَّ إِذَا شَاء أَنشَرَه}[7]، فقد بيَّنت الآيات المراحل والأطوار التي يمرُّ بها الإنسان[8]، بعبارةٍ موجزةٍ مع قوَّة الألفاظ.
3. كثرة القسم منها، مثل قوله تعالى: {وَالْمُرْسَلاَتِ عُرْفًا(1)فَالْعَاصِفَاتِ عَصْفًا(2)وَالنَّاشِرَاتِ نَشْرًا(3)فَالْفَارِقَاتِ فَرْقًا(4)فَالْمُلْقِيَاتِ ذِكْرًا(5)عُذْرًا أَوْ نُذْرًا(6)}.[9]
4. لفظ "كلا" لم يرد لفظ "كلا" إلَّا في السُّور المكيَّة، مثل قوله تعالى: {كَلاَّ إِنَّا خَلَقْنَاهُم مِّمَّا يَعْلَمُون}[10]، وقوله تعالى: {كَلاَّ سَيَعْلَمُون(4)ثُمَّ كَلاَّ سَيَعْلَمُون(5)}.[11]
5. كل سورة فيها سجدة هي سورة مكية، وهي خمس عشرة سجدةً في سورٍ هي: الأعراف، والرعد، والنحل، والإسراء، ومريم، وفي الحج سجدتان، والفرقان، والنمل، والسجدة، وفصلت، والنجم، والانشقاق، والعلق، وص، ومثال على السجدة قوله تعالى في سورة مريم: {أُوْلَئِكَ الَّذِينَ أَنْعَمَ اللَّهُ عَلَيْهِم مِّنَ النَّبِيِّينَ مِن ذُرِّيَّةِ آدَمَ وَمِمَّنْ حَمَلْنَا مَعَ نُوحٍ وَمِن ذُرِّيَّةِ إِبْرَاهِيمَ وَإِسْرَائِيلَ وَمِمَّنْ هَدَيْنَا وَاجْتَبَيْنَا إِذَا تُتْلَى عَلَيْهِمْ آيَاتُ الرَّحْمَن خَرُّوا سُجَّدًا وَبُكِيًّا}.[12]
6. افتتاح السورة بحروف التهجي وهو خاصٌ بالسُّور المكيَّة، باستثناء البقرة وآل عمران، مثل قوله تعالى: {الم}[13]، في فواتح سورة العنكبوت، والروم، ولقمان، والسجدة، وقوله تعالى: {الر}[14]، في فواتح سورة يونس، وهود، ويوسف، وإبراهيم، والحجر، وغيرها من حروف التهجّي.
7. النداء بـِ {يَاأَيُّهَا النَّاسُ}[15]، وقوله تعالى: {يَابَنِي آدَمَ}[16]، وهذا النِّداء يكون في الغالب في السُّور المكيَّة، مثل قوله تعالى في سورة يونس: { يَاأَيُّهَا النَّاسُ قَدْ جَاءتْكُم مَّوْعِظَةٌ مِّن رَّبِّكُمْ وَشِفَاء لِّمَا فِي الصُّدُورِ وَهُدًى وَرَحْمَةٌ لِّلْمُؤْمِنِين}.[17]

## آيات مكية في سور مدنية
عن إبراهيم عن علقمة عن عبد الله قال: ما كان {يِا أَيُّهَا الَّذِينَ آمَنُواْ} نزل بالمدينة، وما كان {يَاأَيُّهَا النَّاسُ} فبمكة، ومن الآيات المكية التي في السور المدنية ما يلي:
1. سورة البقرة مدنية، واستثني منها  قوله تعالى: {وَدَّ كَثِيرٌ مِّنْ أَهْلِ الْكِتَابِ لَوْ يَرُدُّونَكُم مِّن بَعْدِ إِيمَانِكُمْ كُفَّاراً حَسَدًا مِّنْ عِندِ أَنفُسِهِم مِّن بَعْدِ مَا تَبَيَّنَ لَهُمُ الْحَقُّ فَاعْفُواْ وَاصْفَحُواْ حَتَّى يَأْتِيَ اللّهُ بِأَمْرِهِ إِنَّ اللّهَ عَلَى كُلِّ شَيْءٍ قَدِير}.[20]
2. سورة الأنفال مدنية، واستثني منها قوله تعالى: {يَاأَيُّهَا النَّبِيُّ حَسْبُكَ اللّهُ وَمَنِ اتَّبَعَكَ مِنَ الْمُؤْمِنِين}.[21]
3. سورة البقرة مدنية، واستثني منها قوله تعالى: {لَّيْسَ عَلَيْكَ هُدَاهُمْ وَلَـكِنَّ اللّهَ يَهْدِي مَن يَشَاء وَمَا تُنفِقُواْ مِنْ خَيْرٍ فَلأنفُسِكُمْ وَمَا تُنفِقُونَ إِلاَّ ابْتِغَاء وَجْهِ اللّهِ وَمَا تُنفِقُواْ مِنْ خَيْرٍ يُوَفَّ إِلَيْكُمْ وَأَنتُمْ لاَ تُظْلَمُون}.[22]
4. سورة الرعد مدنية، واستثني منها قوله تعالى: {وَلَوْ أَنَّ قُرْآنًا سُيِّرَتْ بِهِ الْجِبَالُ أَوْ قُطِّعَتْ بِهِ الأَرْضُ أَوْ كُلِّمَ بِهِ الْمَوْتَى بَل لِّلّهِ الأَمْرُ جَمِيعًا أَفَلَمْ يَيْأَسِ الَّذِينَ آمَنُواْ أَن لَّوْ يَشَاء اللّهُ لَهَدَى النَّاسَ جَمِيعًا وَلاَ يَزَالُ الَّذِينَ كَفَرُواْ تُصِيبُهُم بِمَا صَنَعُواْ قَارِعَةٌ أَوْ تَحُلُّ قَرِيبًا مِّن دَارِهِمْ حَتَّى يَأْتِيَ وَعْدُ اللّهِ إِنَّ اللّهَ لاَ يُخْلِفُ الْمِيعَاد}.[19][23]

## مزايا الآيات المكية
في القرآن خمس وثمانون سورة مكية، وتسع وعشرون سورة مدنية، على اختلاف الروايات، وفي الحديث عن المزايا فإن أكثر مايميز الآيات المكية قصر آياتها والتي تتسم بالإيجاز، والزجر، والإنذار، وشدة أسلوبها، وألفاظها المنتقاة القارعة لشد الانتباه إلى حقائق الكون وهز النفوس الغافلة والأحاسيس المتلبدة من أثر العادات والتقاليد الجاهلية، وإقامة الحجج والبراهين العقلية القاطعة على البعث وضرب الأمثلة على ذلك، والتحدي لعرب الجاهلية على فصاحتهم بأن يأتوا بمثل هذا القرآن، والحديث عن قصص الغابرين وهلاك المكذبين.
فنجد في كثيرٍ من السورة المكية أنها تركز على أصول الإيمان بالله كسورة الأنعام وسورة النحل التي تناولت أياتها قضية التوحيد وإقامة الحجج والبراهين عليها، وفي سور أخرى مثل سورة يونس وسورة هود وسورة إبراهيم نجدها تناولت جانب الرسالة والنبوة من خلال إخبارنا قصص الأنبياء، أما سورة يس وسورة ق وسورة القيامة من السور تناولت إثبات حقيقة اليوم الآخر والبعث بعد الموت للحساب والجزاء والبراهين على ثبوتها.

## قائمة بالسور المكية
| السُّورَة   | رَقمهَا | الصَّحيفَة | عَدد الآيَات |
| -------- | ----- | ------- | ---------- |
| الفَاتِحَة  | 1     | 1       | 7 آيات     |
| الأنعَام  | 6     | 128     | 165 آية    |
| الأعرَاف  | 7     | 151     | 206 آيات   |
| يُونس     | 10    | 208     | 109 آيات   |
| هُود      | 11    | 221     | 123 آية    |
| يُوسُف     | 12    | 235     | 111 آية    |
| إبراهِيم  | 14    | 255     | 52 آية     |
| الحِجْر    | 15    | 262     | 99 آية     |
| النَّحْل    | 16    | 267     | 128 آية    |
| الإسْرَاء  | 17    | 282     | 111 آية    |
| الكهْف    | 18    | 293     | 110 آيات   |
| مَريَم     | 19    | 305     | 98 آية     |
| طه       | 20    | 312     | 135 آية    |
| الأنبيَاء | 21    | 322     | 112 آية    |
| المُؤمنون | 23    | 342     | 118 آية    |
| الفُرْقان  | 25    | 359     | 77 آية     |
| الشُّعَرَاء  | 26    | 367     | 227 آية    |
| النَّمْل    | 27    | 377     | 93 آية     |
| القَصَص    | 28    | 385     | 88 آية     |
| العَنكبوت | 29    | 396     | 69 آية     |
| الرُّوم    | 30    | 404     | 60 آية     |
| لقمَان    | 31    | 411     | 34 آية     |
| السَّجدَة   | 32    | 415     | 30 آية     |
| سَبَأ      | 34    | 428     | 54 آية     |
| فَاطِر     | 35    | 434     | 45 آية     |
| يس       | 36    | 440     | 83 آية     |
| الصَّافات  | 37    | 446     | 182 آية    |
| ص        | 38    | 453     | 88 آية     |
| الزُّمَر    | 39    | 458     | 75 آية     |
| غَافِر     | 40    | 467     | 85 آية     |
| فُصِّلَتْ     | 41    | 477     | 54 آية     |
| الشُّورَى   | 42    | 483     | 53 آية     |
| الزُّخْرُف   | 43    | 489     | 89 آية     |
| الدخَان   | 44    | 496     | 59 آية     |
| الجَاثيَة  | 45    | 499     | 37 آية     |
| الأحْقاف  | 46    | 502     | 35 آية     |
| ق        | 50    | 518     | 45 آية     |
| الذَّاريَات | 51    | 520     | 60 آية     |
| الطُّور    | 52    | 523     | 49 آية     |
| النَّجْم    | 53    | 526     | 62 آية     |
| القَمَر    | 54    | 528     | 55 آية     |
| الوَاقِعَة  | 56    | 534     | 96 آية     |
| المُلْك    | 67    | 562     | 30 آية     |
| القَلَم    | 68    | 564     | 52 آية     |
| الحَاقَّة   | 69    | 566     | 52 آية     |
| المعَارج  | 70    | 568     | 44 آية     |
| نُوح      | 71    | 570     | 28 آية     |
| الجِن     | 72    | 572     | 28 آية     |
| المُزَّمِّل   | 73    | 574     | 20 آية     |
| المُدَّثِّر   | 74    | 575     | 56 آية     |
| القِيَامَة  | 75    | 577     | 40 آية     |
| المُرسَلات | 77    | 580     | 50 آية     |
| النَّبَأ    | 78    | 582     | 40 آية     |
| النّازعَات | 79    | 583     | 46 آية     |
| عَبَس      | 80    | 585     | 42 آية     |
| التَّكوير  | 81    | 586     | 29 آية     |
| الانفِطار | 82    | 587     | 19 آية     |
| المطفِّفِين | 83    | 587     | 36 آية     |
| الانْشِقَاق | 84    | 589     | 25 آية     |
| البرُوج   | 85    | 590     | 22 آية     |
| الطَّارِق   | 86    | 591     | 17 آية     |
| الأَعْلى   | 87    | 591     | 19 آية     |
| الغَاشِية  | 88    | 592     | 26 آية     |
| الفَجْر    | 89    | 593     | 23 آية     |
| البَلَد    | 90    | 594     | 20 آية     |
| الشَّمْس    | 91    | 595     | 15 آية     |
| الليْل    | 92    | 595     | 21 آية     |
| الضُّحَى    | 93    | 596     | 11 آية     |
| الشَّرْح    | 94    | 596     | 8 آيات     |
| التِّين    | 95    | 597     | 8 آيات     |
| العَلَق    | 96    | 597     | 19 آية     |
| القَدْر    | 97    | 598     | 5 آيات     |
| العَادِيات | 100   | 599     | 11 آية     |
| القَارِعة  | 101   | 600     | 11 آية     |
| التَّكَاثر  | 102   | 600     | 8 آيات     |
| العَصْر    | 103   | 601     | 3 آيات     |
| الهُمَزَة   | 104   | 601     | 9 آيات     |
| الفِيل    | 105   | 601     | 5 آيات     |
| قُرَيْش     | 106   | 602     | 4 آيات     |
| المَاعُون  | 107   | 602     | 7 آيات     |
| الكَوْثَر   | 108   | 602     | 3 آيات     |
| الكَافِرُون | 109   | 603     | 6 آيات     |
| المَسَد    | 111   | 603     | 5 آيات     |
| الإخْلَاص  | 112   | 604     | 4 آيات     |
| الفَلَق    | 113   | 604     | 5 آيات     |
| النَّاس    | 114   | 604     | 6 آيات     |